# Énergie éolienne au Brésil

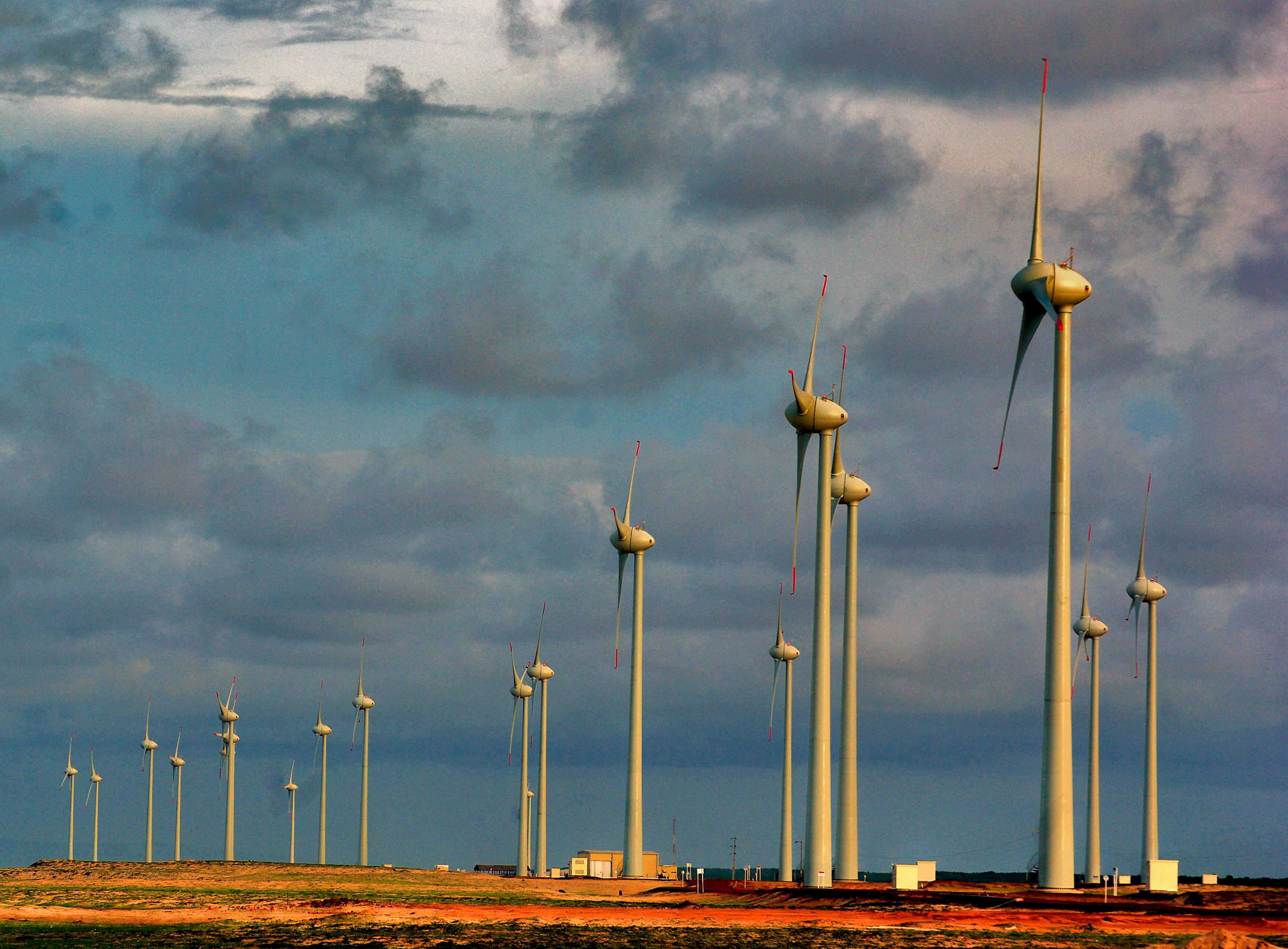
Parc éolien de Parnaíba, dans l'État du Piauí (photo : 2009)

L'énergie éolienne est devenue une source d'énergie importante au Brésil : l'éolien fournit 14,6 % de la production électrique brésilienne en 2024 et se développe très rapidement.
Le Brésil était en 2024 le 4e producteur mondial d'électricité éolienne avec 4,3 % du total mondial, derrière la Chine, les États-Unis et l'Allemagne. Il se situe en 2024 au 5e rang mondial et au 1er rang en Amérique latine pour sa puissance installée éolienne, avec 2,9 % du total mondial ; la population brésilienne représente 2,8 % du total mondial. La part de marché du Brésil atteignait 2,8 % en 2024, au 5e rang mondial derrière la Chine (68 %), les États-Unis (3,5 %), l'Allemagne et l'Inde.
Le potentiel brésilien pour des parcs éoliens en mer ancrés sur des fonds de moins de 50 mètres est estimé à 700 GW alors que le potentiel éolien à terre est estimé à 500 GW. L'Institut brésilien de l'environnement et des ressources naturelles renouvelables (IBAMA) recense en septembre 2022 plus de 60 projets éoliens en mer, dont la puissance installée totale atteindrait 160 GW ; à la fin de 2023, le nombre de projets atteint 96.

## Potentiel éolien

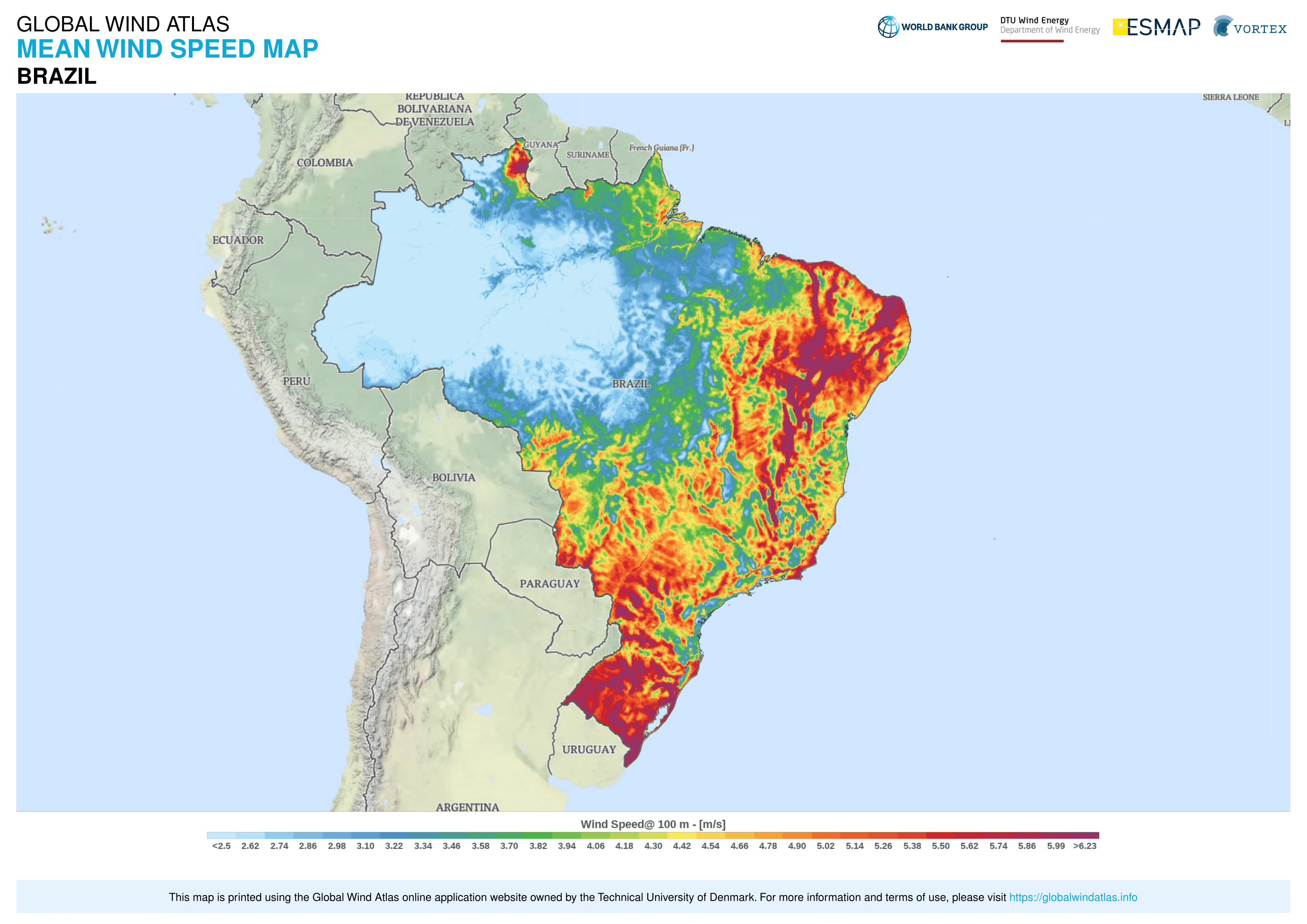
Vitesse moyenne du vent au Brésil, source : Atlas éolien mondial.

Le potentiel éolien du Brésil était évalué à 350 GW en 2013 ; il est surtout localisé dans le nord-est et le sud. En 2022, l'agence brésilienne de planification énergétique EPE l'estime à plus de 700 GW. Une étude de la Banque Mondiale estime même le potentiel éolien en mer à 1 200 GW, alors qu'ABEEólica estime le potentiel à terre à 500 GW.
80 % des parcs éoliens brésiliens sont situés dans le Nordeste, l'une des régions les plus favorables au monde pour la production éolienne : les vents y sont plus constants, ont une vitesse stable et ne change pas fréquemment de direction.
Le nouvel Atlas éolien et solaire 2022 révèle que le potentiel éolien terrestre du Nordeste est deux fois plus élevé qu'estimé en 2003 : au moins 93 GW à une hauteur de 200 mètres (56 GW à 100 mètres) ; son potentiel éolien offshore est estimé à 54,5 GW et suffirait à produire le tiers de l'électricité consommée au Brésil en 2020.

## Production
En 2024, selon ABE Eolica (Association Brésilienne de l'Énergie Éolienne), le Brésil a produit 107,6 TWh d'électricité éolienne, en hausse de 12,2 %, soit 16,7 % de l'électricité injectée sur le réseau national interconnecté.
Selon les estimations de l'Energy Institute, le Brésil a produit 108,5 TWh en 2024, au 4e rang mondial avec 4,3 % de la production éolienne mondiale, derrière la Chine (39,7 %), les États-Unis (18,2 %) et l'Allemagne (5,5 %), dépassant l'Inde et le Royaume-Uni. La part de l'éolien dans la production d'électricité du pays atteint 14,6 %.
En 2023, selon ABE Eolica, le Brésil a produit 95,88 TWh d'électricité éolienne, en hausse de 17,7 %, soit 15,3 % de l'électricité injectée sur le réseau national interconnecté.
Selon l'Agence internationale de l’énergie, l'éolien a produit 95,8 TWh en 2023, soit 13,5 % de la production d'électricité du Brésil.
En 2021, selon ABE Eolica, le Brésil a produit 72,2 TWh d'électricité éolienne, soit 12,2 % de l'électricité injectée dans le réseau national du pays, dont 88,7 % dans le Nord-est et 8,7 % dans le Sud. Le 8 juin 2021, les éoliennes du Nord-est ont produit 104,7 % de l'électricité de la région.
| Année | Production (GWh) | Accroissement | Part prod.élec. |
| 2007  | 645              |               | 0,14 %          |
| 2008  | 837              | +30 %         | 0,18 %          |
| 2009  | 1 238            | +48 %         | 0,27 %          |
| 2010  | 2 177            | +76 %         | 0,42 %          |
| 2011  | 2 705            | +24 %         | 0,51 %          |
| 2012  | 5 050            | +87 %         | 0,91 %          |
| 2013  | 6 576            | +30 %         | 1,15 %          |
| 2014  | 12 208           | +86 %         | 2,1 %           |
| 2015  | 21 626           | +77 %         | 3,7 %           |
| 2016  | 33 488           | +55 %         | 5,8 %           |
| 2017  | 42 373           | +27 %         | 7,2 %           |
| 2018  | 48 475           | +14,4 %       | 8,1 %           |
| 2019  | 55 985           | +15,5 %       | 8,9 %           |
| 2020  | 57 050           | +1,9 %        | 9,2 %           |
| 2021  | 72 285           | +26,7 %       | 11,0 %          |
| 2022  | 81 631           | +12,9 %       | 12,1 %          |
| 2023  | 95 800           | +17,4 %       | 13,5 %          |
| 2024  | 107 600          | +12,2 %       | 16,7 %          |

Les États du Brésil ayant les plus fortes productions éoliennes sont en 2021 :
- Rio Grande do Norte : 21,23 TWh ;
- Bahia : 21,15 TWh ;
- Piauí : 9,10 TWh ;
- Ceará : 7,91 TWh ;
- Rio Grande do Sul : 5,63 TWh[13].

## Puissance installée

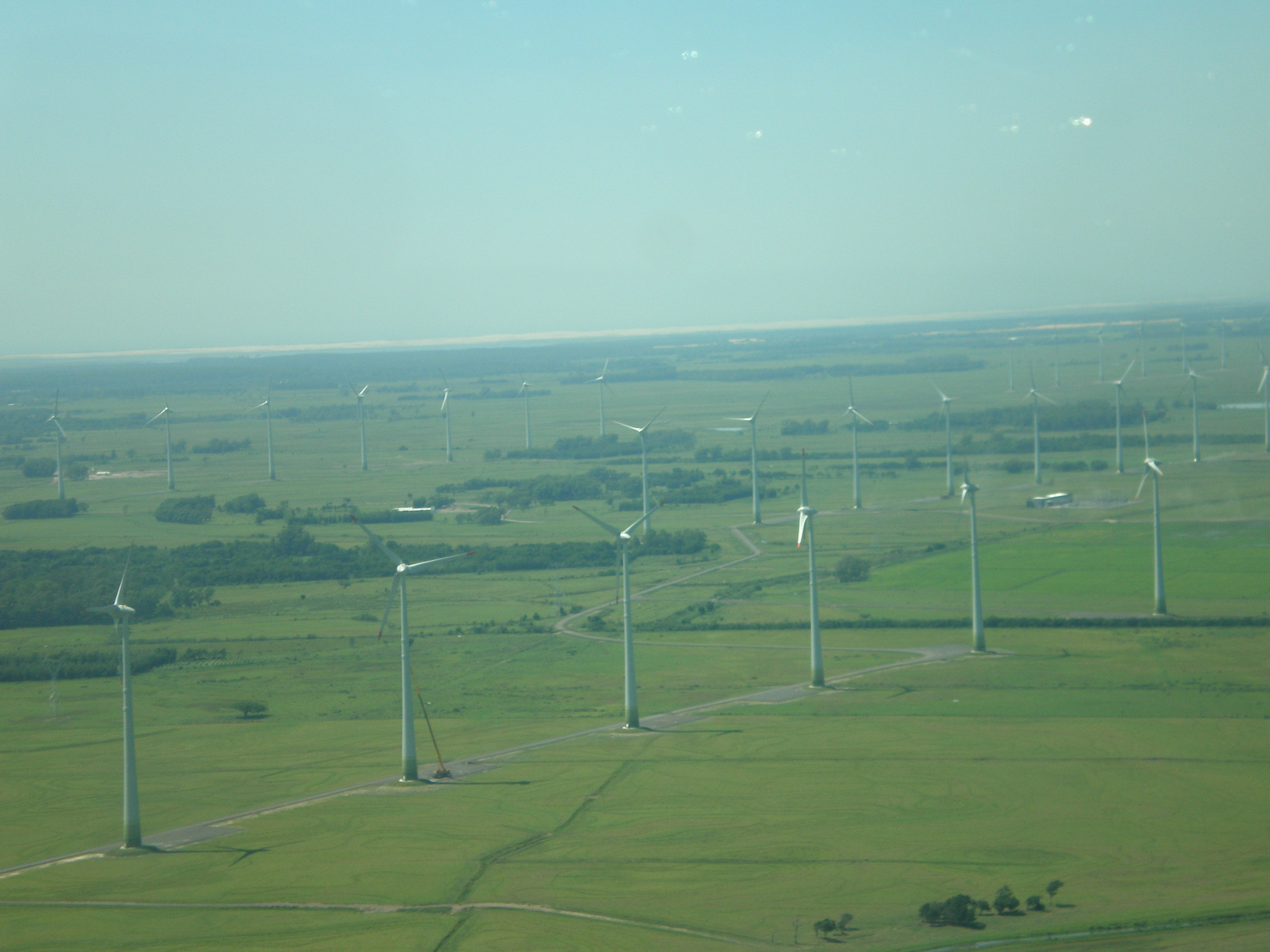
Parc éolien d'Osório, Rio Grande do Sul (photo : 2007)

Le parc éolien du Brésil atteint 33 727 MW de puissance installée en 2024, soit 3,0 % du total mondial, au 5e rang mondial, derrière la Chine (45,8 %), les États-Unis (13,6 %), l'Allemagne (6,4 %) et l'Inde (4,2 %) et devant l'Espagne (2,8 %). Les nouvelles installations d'éoliennes au Brésil en 2024 se sont élevées à 3 278 MW, soit 2,8 % du marché mondial, au 5e rang mondial, derrière la Chine (68 %), les États-Unis (3,5 %), l'Allemagne (3,4 %) et l'Inde (2,9 %). Le Brésil prévoit d'atteindre 56 GW en 2032.
Fin 2024, les 1 109 parcs éoliens brésiliens sont équipés de 11 773 turbines d'une puissance installée de 34 GW, dont 33,5 GW en fonctionnement commercial et 0,5 GW en test.
| État                | Puissance installée (MW) | Nb parcs | Nb turbines |
| Bahia               | 11 024                   | 360      | 3 529       |
| Rio Grande do Norte | 10 163                   | 308      | 3 446       |
| Piauí               | 4 415                    | 126      | 1 392       |
| Ceará               | 2 604                    | 99       | 1 146       |
| Rio Grande do Sul   | 2 138                    | 83       | 904         |
| Pernambouc          | 1 264                    | 45       | 510         |
| Paraíba             | 1 108                    | 42       | 342         |

En 2023, le parc éolien du Brésil atteint 30 449 MW de puissance installée, soit 3,0 % du total mondial, au 6e rang mondial, derrière la Chine (43,5 %), les États-Unis (14,7 %), l'Allemagne (6,8 %), l'Inde (4,4 %) et l'Espagne (3,0 %). Les nouvelles installations d'éoliennes au Brésil en 2023 se sont élevées à 4 817 MW, soit 4,1 % du marché mondial, au 3e rang mondial, derrière la Chine (65 %) et les États-Unis (5,5 %).
En 2022, le parc éolien du Brésil atteint 25 632 MW de puissance installée, soit 2,8 % du total mondial, au 7e rang mondial, loin derrière la Chine (365 440 MW), les États-Unis (144 226 MW), l'Allemagne et l'Inde (41 930 MW). Les nouvelles installations d'éoliennes au Brésil en 2022 se sont élevées à 4 065 MW, soit 5,2 % du marché mondial, au 3e rang mondial, derrière la Chine (48,5 %) et les États-Unis (11,1 %).
Selon ABE Eolica, le Brésil dispose fin décembre 2021 de 795 parcs éoliens d'une puissance totale de 21,57 GW, en progression de 21,5 % par rapport à 2020 ; 110 parcs ont été installés en 2021 et un a été fermé. Les trois appels d'offres organisés en 2021 ont attribué au total 580 MW ; par ailleurs, les ventes sur le marché libre (sans subvention) sont estimées à 3 GW.
En 2021, le Brésil était le 7e pays au monde en termes de puissance éolienne installée (21 GW), et le 4e producteur mondial d'énergie éolienne (72 TWh), derrière seulement la Chine, les États-Unis et l'Allemagne,.
Le Brésil atteint une puissance installée de 21 580 MW en 2021, soit 2,6 % du parc éolien mondial, au 7e rang mondial. Il a mis en service 3 830 MW en 2021.
Le pays compte plus de 750 parcs éoliens avec plus de 10000 éoliennes. Plus de 12 GW de nouvelles éoliennes ont obtenu leur autorisation de l'ANEEL, réparties en 353 parcs, dont 170 déjà en construction ; la puissance installée devrait atteindre 25 GW en 2023.
Le Brésil se situait fin 2020 au 8e rang mondial pour sa puissance installée éolienne avec 17 750 MW, soit 2,4 % du total mondial, alors que la population brésilienne représente 2,8 % du total mondial ; le Brésil est au 1er rang en Amérique latine, loin devant le Mexique (6 789 MW) et le Chili (2 829 MW). Cette puissance s'est accrue de 2 297 MW (+14,9 %) au cours de l'année 2020 après +745 MW en 2019.
En 2018, le Brésil était déjà au 8e rang mondial avec 2,5 % du total mondial et au 1er rang en Amérique latine pour sa puissance installée éolienne avec 14 707 MW. Cette puissance s'est accrue de 1 939 MW (+15,2 %) au cours de l'année 2018, après +2 027 MW en 2017 ; cet accroissement représente 3,8 % du marché mondial de 2018.
Le Brésil se situe fin 2015 au 1er rang en Amérique latine pour sa puissance installée éolienne avec 8 715 MW, loin devant le Chili (933 MW), et au 10e rang mondial ; cette puissance représente 2 % du total mondial, alors que la population brésilienne représente 2,8 % du total mondial. Cette puissance s'est accrue de 2 754 MW (+46 %) au cours de l'année 2015.

### Facteur de capacité
Le facteur de capacité (puissance réalisée/puissance maximale atteinte) s'élève en moyenne à 43,6 % en 2021 et a atteint un maximum mensuel à 57,9 % en août, le minimum mensuel étant de 32 % en février et mars.
Selon l'Agence internationale pour les énergies renouvelables (IRENA), le facteur de capacité moyen en 2021 au Brésil était de 52 % contre une moyenne mondiale de 39 %.
Le facteur de charge (puissance réalisée/puissance nominale) moyen atteint 34,9 % en 2022.
Alors que le facteur de charge de production éolienne moyenne mondiale est de 24,7% en 2018, il existe des zones dans le nord du Brésil, en particulier dans l'État de Bahia, où certains parcs éoliens enregistrent des facteurs de charge supérieurs à 60 %; le facteur de charge moyen dans la région du Nord-Est est de 45 % sur la côte et de 49 % à l'intérieur.

## Éolien en mer
Un décret signé au début de 2022 réglemente l'attribution de permis offshore. En avril 2022, plus de 100 GW de projets éoliens offshore sont à l'étude.
En 2023, la Chambre des députés a approuvé la loi sur l'éolien en mer. Des licences environnementales ont été demandées pour 96 projets en mer. Le premier appel d'offres est prévu au second semestre 2024.
L'Institut brésilien de l'environnement et des ressources naturelles renouvelables (IBAMA) recense en septembre 2022 plus de 60 projets éoliens en mer, dont la puissance installée totale atteindrait 160 GW. Ces projets sont situés surtout au large de l'État de Rio Grande do Sul (21 projets), de l'État de Ceará (19 projets) et de l'Rio de Janeiro (9 projets). Le potentiel brésilien pour des parcs ancrés sur des fonds de moins de 50 mètres est estimé à 700 GW. ABE Eolica considère que les bas coûts de la production éolienne au Brésil en feront le pays le plus compétitif au monde pour la production d'hydrogène vert en 2030. La première usine de fabrication d'hydrogène vert brésilienne est en construction dans la zone industrielle de Camaçari (Bahia) et devrait entrer en service commercial en 2023.

## Acteurs
En 2024, le constructeur chinois de turbines Goldwind construit au Brésil sa première usine hors de Chine pour produire des éoliennes de 5,3 à 7,5 MW ; Vestas investit 130 millions de réaux dans son usine du Ceará pour produire sa turbine V163 de 4,5 MW.

## Principaux parcs éoliens
La base de données The WindPower fournit en avril 2023 une liste de 1001 parcs éoliens brésiliens (et projets de parcs) totalisant 189,2 GW, dont 822 parcs en service (22,94 GW), 111 en construction (6,65 GW) et 66 parcs offshore en projet (159,62 GW). Les plus importants sont :
- Chapada Do Piaui 1, 2 et 3 (Ventos de Santa Joana I à XVI, Ventos de Santo Augusto) : mis en service en seize étapes en 2015 et 2016 à Caldeirão Grande dans l'état de Piaui, totalisant 465,9 MW[34],[35],[36] ;
- Ventos do Araripe III : 18 parcs mis en service à partir de 2016 dans l'état de Piaui, 478 MW[37] ;
- Verace : mis en service en 2014 à Santa Vitória do Palmar, état de Rio Grande do Sul, 258 MW ;
- Alto Sertao II : mis en service en neuf parties d'avril 2015 à janvier 2016 à Caetite, état de Bahia, 219 MW ;
- Ventos de Santa Brigida : mis en service en septembre 2015 dans l'état de Pernambuco, 181,9 MW ;
- Santa Vitoria do Palmar : mis en service en 2017 dans l'état de Rio Grande do Sul, 192 MW.

L'entreprise française Voltalia, détenue à 70 % par la famille Mulliez, a annoncé en décembre 2017 avoir remporté au Brésil deux appels d'offres pour construire cinq parcs éoliens totalisant 155 MW. Ils bénéficieront pendant vingt ans d'un prix d'achat de l'électricité très bas par rapport aux standards européens : 104 reals par mégawattheure, soit 27 euros/MWh aux cours du moment. Le Brésil représente 85 % de la capacité installée de Voltalia en 2017.

## Politique énergétique

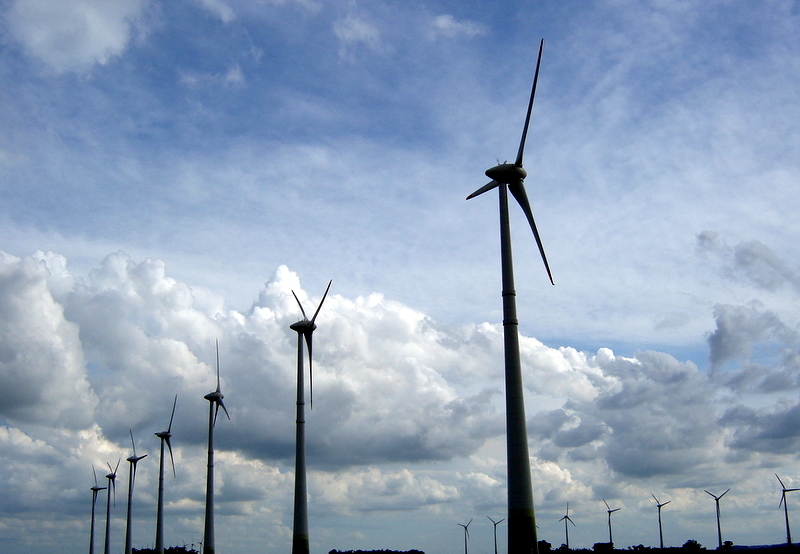
Parc éolien d'Osorio, 2007.

Le Brésil prévoit en 2014 d'installer 2 GW par an d'ici 2020, afin de produire 10 % de son électricité grâce à l'éolien au début de la prochaine décennie, contre 3 % en 2013. Fin 2013, le pays comptait 3,5 GW installés ; les appels d'offres lancés ces dernières années ont permis aux fabricants européens de faire le plein de commandes : 1 400 MW de contrats pour l'espagnol Gamesa, 1 000 MW pour le danois Vestas, 2 285 MW pour Alstom ; depuis 2012, la législation brésilienne impose que la majorité des composants vendus dans le pays soient également fabriqués au Brésil ;les fabricants ont donc dû investir dans des capacités de production locale, afin de pouvoir continuer à prospérer sur ce marché ; Alstom, qui faisait jusqu'ici figure de challenger avec 282 MW installés fin 2013, dispose depuis 2011 d'une usine de fabrication de nacelles d'une capacité de 600 MW, située à Camaçari dans l'État de Bahia et a inauguré en août dernier une usine de construction de mâts d'une capacité de 300 MW (120 mâts d'acier par an) à Canoas, dans l'État de Rio Grande do Sul.
L'Agence Nationale de l'Énergie Électrique (ANEEL) a organisé en 2009 son premier appel d'offres éolien : le 14 décembre environ 1 800 MW ont été alloués pour 71 parcs éoliens prévus pour entrer en service en juillet 2012. L'éolien a connu le taux de croissance le plus élevé de toutes les énergies renouvelables : +27% par an depuis 1990, selon le Global Wind Energy Council (GWEC).
Depuis cet appel d'offres, l'industrie éolienne brésilienne s'est considérablement renforcée ; elle est capable de produire plus de 2 GW par an (1000 turbines et mâts, 3000 pales) ; 11 fabricants internationaux ont des usines au Brésil ; les diamètres des pales et rotors sont spécifiques aux conditions locales, ce qui donne un avantage compétitif à l'industrie locale.
Le Plan Énergétique Décennal du gouvernement (PDE 2021) fixe un objectif de 16 GW installés en 2021, fournissant 9 % de la consommation nationale d'électricité. Avec les parcs en construction et les contrats signés, la puissance installée devrait passer à 7,5 GW fin 2014.
Fin octobre 2014, un appel d'offres sur l'éolien a validé 31 nouveaux parcs, totalisant 769 MW, pour un prix moyen de 142,34 réals/MWh, soit 44,6 €/MWh. Les prix de l'électricité issue de l'éolien sont désormais moins chers que ceux des nouvelles centrales à gaz ou à charbon.
Le plan décennal de développement de l'énergie (PDE) de l'agence brésilienne de planification énergétique EPE prévoit que les énergies renouvelables représenteront 48 % du mix énergétique du pays en 2031. L'Institut brésilien de l'environnement et des ressources naturelles renouvelables (IBAMA) a déjà reçu, fin 2022, des dizaines de dossiers de projets éoliens en mer pour un total de plus de 170 GW.
En 2024, le Brésil se dote d'une législation pour la production et la commercialisation d'hydrogène vert ainsi que d'une loi mettant en place le Système brésilien d'échanges de quotas d'émissions.

### Ouvrages - publications
: document utilisé comme source pour la rédaction de cet article.
- (en) Global Wind Report 2025, Global Wind Energy Council, 23 avril 2025 (lire en ligne [PDF]).
- (en) Global Wind Report 2024, Global Wind Energy Council (GWEC), 16 avril 2024 (lire en ligne [PDF]).
- (en) Global Wind Report 2023, Global Wind Energy Council (GWEC), avril 2023 (lire en ligne [PDF]). .
- (en) Annual wind energy report 2021, ABEEólica, 2022 (lire en ligne [PDF]). .